# 今治市の中学校一覧
今治市の中学校一覧（いまばりしのちゅうがっこういちらん）は、愛媛県今治市の中学校一覧である。

## 私立中学校
- 今治明徳中学校

## 市立中学校

### 旧今治市地域
- 今治市立近見中学校
- 今治市立桜井中学校
- 今治市立西中学校
- 今治市立南中学校
- 今治市立日吉中学校
- 今治市立立花中学校

### 波方・朝倉・大西・玉川・菊間地域
- 今治市立北郷中学校
- 今治市立朝倉中学校
- 今治市立玉川中学校
- 今治市立大西中学校
- 今治市立菊間中学校

### 島部
- 今治市立大島中学校
- 今治市立伯方中学校
- 今治市立大三島中学校
- 今治市立関前中学校

### 廃校
- 今治市立美須賀中学校(現在は閉校⇒日吉中学校に統合)
- 今治市立宮窪中学校(吉海中学校と統合)
- 今治市立吉海中学校(宮窪中学校と統合)
- 今治市立伯方中学校(西伯方中学校と統合)
- 今治市立西伯方中学校(伯方中学校と統合)
- 今治市立上浦中学校(大三島中学校と統合)
- 今治市立大三島中学校(上浦中学校と統合)